# Prays sparsipunctella
Prays sparsipunctella là một loài bướm đêm thuộc họ Yponomeutidae.